# Gold (album de Britt Nicole)
Pour les articles homonymes, voir Gold.
Albums de Britt Nicole
Acoustic
(2010)
Singles
1. All This Time
Sortie : 31 janvier 2012
2. Stand
Sortie : 4 septembre 2012
3. Gold
Sortie : 13 novembre 2012
4. Ready Or Not
Sortie : 16 juillet 2013

Gold est le troisième album studio de la chanteuse américaine Britt Nicole, sorti le 26 mars 2012. Les singles incluent All This Time, Stand, Gold, et Ready Or Not. L'album est par la suite réédité le 26 février 2013 par Capitol Records, et présente une nouvelle pochette. La réédition est écoulée à 98 000 exemplaires le 19 juillet 2013 aux États-Unis.

## Liste des pistes
| Pistes | Pistes                          | Pistes | Pistes | Pistes | Pistes | Pistes | Pistes | Pistes | Pistes |
| No     | Titre                           | Durée  |        |        |        |        |        |        |        |
| ------ | ------------------------------- | ------ | ------ | ------ | ------ | ------ | ------ | ------ | ------ |
| 1.     | Gold                            | 2:58   |        |        |        |        |        |        |        |
| 2.     | All This Time                   | 3:23   |        |        |        |        |        |        |        |
| 3.     | Look Like Love                  | 3:31   |        |        |        |        |        |        |        |
| 4.     | Who You Say You Are             | 4:11   |        |        |        |        |        |        |        |
| 5.     | Ready or Not (featuring Lecrae) | 3:00   |        |        |        |        |        |        |        |
| 6.     | Breakthrough                    | 3:12   |        |        |        |        |        |        |        |
| 7.     | Stand                           | 3:38   |        |        |        |        |        |        |        |
| 8.     | The Sun Is Rising               | 4:26   |        |        |        |        |        |        |        |
| 9.     | Amazing Life                    | 3:33   |        |        |        |        |        |        |        |
| 10.    | Still That Girl                 | 4:26   |        |        |        |        |        |        |        |
| 11.    | Seeing for the First Time       | 4:01   |        |        |        |        |        |        |        |
| 40:19  |                                 |        |        |        |        |        |        |        |        |

| 12. | Amazing Life (Capital Kings Remix) | 3:08 |
| 13. | Straight for Your Heart            | 4:40 |

| 12. | Gold (Jason Nevins Rhythmic Radio Remix) | 3:13 |
| 13. | Gold (Wideboys Remix)                    | 3:20 |

Édition spéciale iTunes
- Story Behind All This Time (Digital Bonus Track)
- Story Behind Gold (Digital Bonus Track)

## Classements
| Classement (2012)              | Meilleure position |
| ------------------------------ | ------------------ |
| US Billboard 200               | 41                 |
| Billboard Hot Christian Albums | 1                  |